# Elizabeth Knowlton
Elizabeth Knowlton (Springfield, 23 ottobre 1895 – Scituate (Massachusetts), 29 gennaio 1989) è stata un'alpinista e scrittrice statunitense, una delle prime scalatrici a salire oltre i 6 000 metri sul Nanga Parbat sostandovi per quattro settimane, la prima fu Fanny Bullock-Workman, che compì due scalate di oltre 6 705 metri sull'Himalaya all'inizio del XX secolo. Knowlton divenne nota a livello internazionale come l'unica scalatrice donna nella Spedizione alpinistica tedesco-americana al Nanga Parbat del 1932  che tentò inutilmente di scalare la settima vetta più alta del mondo.

## Biografia
Nacque il 25 ottobre 1895 a Springfield, Massachusetts, da Marcus Perrin Knowlton, giudice capo della Corte suprema del Massachusetts e Rose (Ladd) Knowlton. Crebbe a Springfield, dove frequentò l'Elms e poi frequentò il Vassar College, dove ottenne la laurea in lettere nel 1916. L'anno seguente, ottenne un master al Radcliffe College.
Sebbene avesse accompagnato la madre nei viaggi estivi in varie regioni montuose del Paese e all'estero e avesse fatto molte piccole ascensioni nelle White Mountains e altrove, fu solo dopo aver completato la sua istruzione che fece le sue prime scalate nelle catene montuose più elevate, iniziando nel 1918 con la scalata di diverse vette nei monti Selkirk e nella regione del Lago Louise delle Montagne Rocciose Canadesi. Nel 1921 si unì all'"Appalachian Mountain Club" e iniziò un'associazione con altri scalatori che durò per tutta la sua vita. Prese parte attiva soprattutto all'arrampicata su roccia negli anni Venti e Trenta. Durante quel periodo fu estremamente attiva sia nelle Montagne Rocciose Canadesi che nelle Alpi italiane e francesi. Salì nelle Alpi Pennine, francesi e nelle Dolomiti guadagnandosi il rispetto e l'ammirazione di coloro che la conobbero. La qualità di quelle scalate fu sufficiente per farla invitare a unirsi al piuttosto esclusivo "Groupe de haute montagne" francese. Fu una dei due membri americani, assieme a Elbridgen Rand Herron, e l'unica donna, della Spedizione alpinistica tedesco-americana al Nanga Parbat del 1932, durante la quale raggiunse un'altitudine di oltre 6 000 metri. Il suo libro su questa spedizione, "The Naked Mountain", fu ampiamente acclamato all'epoca e servì a consolidare la sua reputazione di scrittrice.
Scrisse molti articoli sull'arrampicata sia su riviste di alpinismo che su riviste di natura più generale come "The Atlantic". Arrampicava spesso con le guide, ma non esitava a prendere parte ad arrampicate senza guida. Partecipò a una spedizione tutta al femminile del 1938 al Mount Confederation. Dopo la guerra, nel 1947, fece una spedizione nella Sierra Nevada de Santa Marta in Colombia, dove scalò alcune delle vette più alte. In questo periodo scalò anche in Messico e in Norvegia.
Mantenne un interesse attivo per l'alpinismo sulle Alpi, sull'Himalaya e sulle Ande fino alla sua morte e fu iscirtta all'"American Alpine Club", a cui aderì nel 1928.
Una raccolta di materiale storico di Knowlton composta da corrispondenza, manoscritti in versi e prosa, materiale pubblicato, diari, appunti, ritagli, materiale effimero e fotografie è conservata presso le collezioni speciali e gli archivi della biblioteca dell'Università del New Hampshire.